# Бондаренко, Николай Николаевич
Никола́й Никола́евич Бондаре́нко (род. 3 июня 1985, Саратов, РСФСР, СССР) — российский оппозиционный политический и общественный деятель левого толка, видеоблогер.
Депутат Саратовской областной думы VI созыва (2017–2022). Член Коммунистической партии Российской Федерации, член ЦК КПРФ (с 2025 года, кандидат в 2021–2025 годах), секретарь Саратовского областного комитета КПРФ. Создатель оппозиционного YouTube-канала «Дневник Депутата».
Широкую известность получил благодаря своей публичной крайне отрицательной позиции в отношении пенсионной реформы и спору осенью 2018 года с министром труда Саратовской области Наталией Соколовой, которая защищала продуктовую корзину в 3,5 тысячи российских рублей — месяц жил на указанную сумму и транслировал ход эксперимента в соцсети. В конечном счёте этот спор привёл к увольнению регионального министра.
С 5 мая 2018 года ведёт свой YouTube-канал «Дневник Депутата» (1,99 млн подписчиков и 431 млн просмотров), также имеет два резервных канала: «Бондаренко LIVE» (299 тыс. подписчиков и 76,4 млн просмотров) и «Убежище оппозиции» (373 тыс. подписчиков и 76,5 млн просмотров).

## Биография

### Происхождение
Родился 3 июня 1985 года в городе Саратове. В 2002 году окончил среднюю общеобразовательную школу № 27, в 2007 году — Саратовскую государственную юридическую академию по специальности «Юриспруденция» с присвоением квалификации «Юрист».
Трудовую деятельность начал в 2006 году в качестве юриста в ООО «Поле чудес». С 2010 года являлся директором компании ООО «ХимИнвест», которая занималась оптовыми продажами химической продукции. Однако, по заявлению Бондаренко, продать «ХимИнвест» ему пришлось из-за намёков о проблемах со стороны властей. Также Бондаренко был владельцем ООО «Управляющая компания „Красная“». В феврале 2021 года в ходе подготовки к выборам в Государственную думу прекратил участие в бизнесе.

### Политическая деятельность
В 2009 году вступил в КПРФ. До своего избрания депутатом областной думы являлся первым секретарём Фрунзенского районного комитета КПРФ.
В сентябре 2017 года был избран депутатом Саратовской областной думы шестого созыва (по Октябрьскому одномандатному избирательному округу № 4). Являлся членом комитетов по экономической, инвестиционной политике, предпринимательству и развитию цифровых технологий, вопросам жилищной, строительной и коммунальной политики, социальной политике.
Всероссийскую известность получил благодаря своей публичной резкой критике законопроекта о пенсионной реформе, вызвавшего массовые протесты. Тогда Бондаренко в жёсткой форме высказался в адрес федерального правительства Медведева, назвав его «жуликами», которых «надо привлекать к ответственности». Также он раскритиковал спонсирование российской стороной режима Асада во время гражданской войны в Сирии, а также Чемпионат мира по футболу 2018 года. Перезаливы выступления Бондаренко собрали более миллиона просмотров. После этого выступления депутата вызвали в Следственный комитет в связи с заявлением спикера регионального парламента Иван Кузьмина, который попросил проверить высказывания Бондаренко на наличие в них экстремизма.
Осенью 2018 года в ходе спора с министром труда Саратовской области Натальей Соколовой провёл эксперимент и месяц питался на 3,5 тыс. рублей. Поводом для спора стала ситуация на одном из заседаний областной думы, когда Соколова заявила, что в месяц можно питаться на 3 с половиной тысячи рублей, при этом есть не вредную еду, а курицу с макаронами. Депутат лично решил проверить слова министра и начал эксперимент под названием «министерская диета». Ему приходилось питаться в среднем на 800 рублей в неделю, покупая при этом пищу на самом дешёвом рынке Саратова. Депутат выяснил, что на эти деньги он не мог позволить себе те рекомендуемые продукты, которые прописаны правительством в силу того, что стоимость продуктов на прилавке значительно выше, чем в данных статистики, которые предоставляют чиновники. За время эксперимента Бондаренко похудел с 94,5 килограмм до 87,1.
В марте 2020 года был выдвинут фракцией КПРФ в качестве кандидата в члены Совета Федерации от Саратовской областной думы в связи с досрочным прекращением полномочий Людмилы Боковой, но не был избран, получив 6 голосов против 25 у представителя «Единой России» Олега Алексеева.
22 апреля 2020 года большинством голосов от «Единой России» был исключён из состава мандатной комиссии Думы. Руководитель мандатной комиссии Николай Бушуев (ЕР) подчеркнул, что Бондаренко неоднократно нарушал положение, запрещающее видео- и аудиофиксацию её заседаний.
В конце июня 2020 года на заседании Саратовской областной думы произошла драка между представителями ЕР и КПРФ. Причиной конфликта стал спор об уместности флажков с агитацией проголосовать по поправкам к Конституции, которые на своих рабочих местах разместили представители правящей партии. Бондаренко посчитал это агитацией и отметил, что подобная деятельность разрешена только избиркому, но никак не депутатам. По итогу депутаты начали поливать друг друга водой, кидать пластиковые бутылки. После драки коммунистов и единороссов Алексей Навальный поддержал Бондаренко и назвал его своим «любимым региональным депутатом».
Во время протестов в поддержку Алексея Навального Бондаренко лично присутствовал на акциях 23 и 31 января 2021 года, выполняя обязанности депутата и выражая свой протест политическим преследованиям. Также на своём YouTube-канале он освещал возвращение Навального из Германии в Москву, где в то же время находился пролётом, возвращаясь из Тюмени. В феврале 2021 года заявил, что собирается идти на парламентские выборы и быть соперником нынешнего Председателя Государственной думы Вячеслава Володина. На следующий же день после этого заявления депутат был задержан сотрудниками правоохранительных органов. Его обвинили в участии в незаконном митинге в поддержку оппозиционера Алексея Навального. В отношении Бондаренко составлен административный протокол, суд оштрафовал его на 20 тысяч рублей.
Помимо штрафа, Комиссия Саратовской областной думы по доходам заподозрила парламентария в коррупции из-за донатов и доходов от рекламы на YouTube. По мнению председателя комиссии Алексея Антонова (ЕР), господин Бондаренко не имел права получать доход от рекламы на YouTube. Поводом для проверки послужила жалоба партии «Коммунисты России» на монетизацию его YouTube-канала. По итогу заседания, Бондаренко был признан коррупционером, что угрожало лишением его депутатского мандата и, в случае уголовного преследования, невозможности участвовать в выборах в Госдуму. Сам Бондаренко заявил, что таким образом партия «Единая Россия» оказывает на него давление и пытается нейтрализовать, сам же он ничего не нарушал. Материалы дела были переданы на проверку в прокуратуру. По мнению членов КПРФ, преследование Бондаренко сразу же после его согласия выдвигаться на парламентские выборы по одномандатному округу являлось попыткой властей не допустить победы яркого оппозиционного кандидата. Сам Вячеслав Володин в ответ на критику в свой адрес со стороны Бондаренко заявил, что «такие, как Бондаренко, относятся к выборам как к политической прогулке».
Однако, вопреки первоначальным прогнозам и заявлениям, руководство КПРФ не стало выдвигать Бондаренко по одному округу со спикером Госдумы. Согласно решению второго этапа XVIII съезда партии, соперником Володина в 163-м одномандатном округе стал глава фракции КПРФ в Саратовской облдуме, секретарь местного горкома КПРФ Александр Анидалов, Бондаренко же был выдвинут по 165-му округу, в котором «Единая Россия» выставила депутата Саратовской облдумы Андрея Воробьёва. Также Бондаренко не вошёл в федеральную часть списка, однако был включён в региональную группу партии. Депутат Государственной думы РФ, первый секретарь Саратовского обкома КПРФ Ольга Алимова объяснила такое решение «низкими шансами победить Володина».
На первом этапе XVIII съезда КПРФ в апреле 2021 года был избран кандидатом в члены Центрального Комитета КПРФ. На XIX съезде КПРФ в июле 2025 года избран членом ЦК КПРФ.
24 июля 2021 года ЦИК РФ утвердила избирательный список КПРФ, но сняла с него бывшего оппонента Владимира Путина на президентских выборах 2018 года Павла Грудинина (входившего в первую тройку общефедеральной части списка) по обвинению в «сокрытии информации о наличии офшора в Белизе». После заседания Бондаренко и Николай Платошкин подошли к главе ЦИК Элле Памфиловой и обвинили её в том, что она «фальсифицирует выборы, извращает волеизъявление граждан и топчет демократию». После этого инцидента начались активные попытки снятия Бондаренко с выборов в Государственную думу — ему были инкриминированы распространение экстремистских материалов, участие в деятельности экстремистских организаций, связи с криминальным миром. Ни одно из этих обвинений впоследствии не было доказано.
На парламентских выборах получил поддержку со стороны «Умного голосования» Алексея Навального как «кандидат, имеющий больше всего шансов победить единоросса в своём одномандатном округе», но, согласно официальным результатам, с двукратным отставанием (67 352 голосов против 121 326) проиграл кандидату от «Единой России» Андрею Воробьёву, однако, в связи со вскрывшимися фактами массовых фальсификаций и силового давления (так, в ходе самого голосования были задержаны и доставлены в отделы внутренних дел несколько доверенных лиц и помощников депутата), заявил об их непризнании. КПРФ подала более 50 жалоб о нарушениях на Балашовском избирательном округе.
Был одним из организаторов митинга 25 сентября 2021 года против признания результатов выборов (в формате встречи с депутатом), на котором обвинил ЦИК РФ в проведении спецоперации по захвату власти в стране «Единой Россией». За организацию этого митинга был вновь подвергнут преследованию, конечной целью которого, по мнению депутата, являлось лишение его мандата и арест по «дадинской статье».
12 декабря 2021 года попытался инициировать проведение всероссийского референдума по вопросу внедрения системы QR-кодов, на который был бы вынесен вопрос: «Согласны ли Вы с инициативой правительства о введении ограничительных мер в отношении граждан, не привитых от новой коронавирусной инфекции?», и провёл в Саратове собрание инициативной группы по его организации. 28 января 2022 года от имени инициативной группы подал документы о проведении референдума в избирательную комиссию Саратовской области.
28 февраля 2022 года на 81-м заседании Саратовской областной думы было принято решение о досрочном прекращении депутатских полномочий Николая Бондаренко, по официальной версии, в результате нарушений федерального и регионального антикоррупционного законодательства, связанных с получением денег с видеохостинга YouTube, полученных при использовании Николаем его депутатского статуса. 30-ю голосами «За», Бондаренко лишили депутатского мандата. В знак протеста против принятия данного решения фракция КПРФ покинула зал заседания. Бондаренко оспорил решение думы в Волжском районном суде города Саратова, но его иск был отклонён.
27 июля 2022 года подал документы для участия в выборах в Саратовскую областную думу VII созыва по Заводскому одномандатному округу № 4. От «Единой России» по этому округу был выдвинут действующий мэр Саратова Михаил Исаев. Согласно официальным результатам, со значительным отставанием (3413 голосов против 10571) проиграл Исаеву, однако в связи с выявлением многочисленных фактов фальсификации голосования (так, на ряде УИК данные о явке, внесённые в ГАС «Выборы», в два-три раза расходились с действительными показателями, зафиксированными наблюдателями, а на самого кандидата оказывали давление неизвестные громилы) отказался признавать их.
В мае 2023 года Роскомнадзор по требованию ФСБ заблокировал сайт Бондаренко. По словам экс-депутата, причиной блокировки послужил его отказ вносить сайт в реестр «организаторов распространения информации» и передавать ФСБ данные пользователей. В июне 2024 года по требованию Генеральной прокуратуры была также заблокирована страница Николая Бондаренко в «Дзен».
На президентских выборах 2024 года выступил доверенным лицом кандидата от КПРФ Николая Харитонова. 1 марта на дебатах потребовал от представлявшей Владимира Путина экс-депутата Госдумы Светланы Смирновой привести в пример «хоть один закон», которым она гордится. Смирнова не смогла привести ни одного такого закона. По оценке «Коммерсанта», после выступления на дебатах Бондаренко вошёл в число наиболее перспективных партийцев в плане карьерного роста.

## Взгляды
Активный критик Владимира Путина, партии «Единая Россия» и проводимой ими политики, неоднократно обвинял их в геноциде населения РФ.
Выступал за возврат Крыма Украине, выражал сомнения в результатах голосования на референдуме 2014 года. В 2021 году на заседании Верховной рады Украины несколько депутатов выступили с предложением выдать Николаю Бондаренко гражданство.

## Личная жизнь
Жена — Ольга Викторовна, есть сын.

## Социологические опросы
4 июня 2020 года «Левада-Центр» опубликовал статью про падение рейтинга у Президента Российской Федерации Владимира Путина во время пандемии COVID-19. В той статье упоминался также и Бондаренко. По данным негосударственной организации, он оказался на 11-м месте среди всех политиков страны, набрав 2 процента. По данным центра на конец мая 2020 года рейтинг Бондаренко составлял 2 процента и был вровень с Дмитрием Медведевым и выше, чем у Вячеслава Володина. 24-25 июля того же года центр провёл опрос, по итогам которого Бондаренко набрал 1 процент.
19 февраля 2021 года в саратовских СМИ вышли материалы об итогах проведённого СГТУ социологического исследования, в котором утверждается, что «Николай Панков в три раза популярнее Николая Бондаренко».
20 февраля 2021 года саратовское издание «Взгляд-инфо» провело опрос, в котором спросило у своих читателей, за кого бы они проголосовали на выборах в Госдуму, если бы кандидатами в их округе были Николай Панков (Единая Россия) и Николай Бондаренко. По итогам опроса, 74 процента потенциальных избирателей отдали бы свой голос Бондаренко[значимость факта?].
Согласно опросу ВЦИОМ от 8 августа 2021 года, по уровню доверия Бондаренко (2,9 %) обошёл таких федеральных политиков, как Сергей Миронов (1,7 %), Дмитрий Медведев (1,8 %) и Сергей Фургал (1,6 %). При этом с начала 2021 года уровень поддержки Николая Бондаренко населением демонстрирует стабильный рост: в декабре решение важных государственных вопросов ему были готовы доверить 0,9 % опрошенных, в январе — 1,4 %, а в феврале — уже 2,5 %.

## Электоральные результаты
| Кандидат | Кандидат             | Партия         | Получено голосов | %     |
| -------- | -------------------- | -------------- | ---------------- | ----- |
|          | Николай Бондаренко   | КПРФ           | 8424             | 24,25 |
|          | Виктория Алексеева   | СР             | 8366             | 24,08 |
|          | Екатерина Мельникова | ЛДПР           | 6849             | 19,71 |
|          | Сергей Бурханов      | Самовыдвиженец | 5630             | 16,21 |
|          | Андрей Майоров       | КПКР           | 5472             | 15,75 |

| Кандидат | Кандидат            | Партия          | Получено голосов |
| -------- | ------------------- | --------------- | ---------------- |
|          | Олег Алексеев       | «Единая Россия» | 25               |
|          | Николай Бондаренко  | КПРФ            | 6                |
|          | Станислав Денисенко | ЛДПР            | 2                |

| Кандидат | Кандидат             | Партия          | Коалиция, поддерживающая кандидата       | Получено голосов | %     |
| -------- | -------------------- | --------------- | ---------------------------------------- | ---------------- | ----- |
|          | Андрей Воробьёв      | «Единая Россия» | ОНФ                                      | 121 326          | 52,50 |
|          | Николай Бондаренко   | КПРФ            | «Умное голосование», «Левый фронт», ДЗНС | 67 352           | 29,14 |
|          | Дмитрий Архипов      | КПКР            |                                          | 7861             | 3,40  |
|          | Олег Мещеряков       | ЛДПР            |                                          | 6851             | 2,96  |
|          | Александр Федорченко | СРЗП            |                                          | 6364             | 2,75  |
|          | Владимир Морозов     | «Новые люди»    |                                          | 4409             | 1,91  |
|          | Сергей Дёмин         | «Родина»        |                                          | 2604             | 1,13  |
|          | Илья Козляков        | «Яблоко»        |                                          | 1404             | 0,61  |

| Кандидат | Кандидат             | Партия          | Получено голосов | %     |
| -------- | -------------------- | --------------- | ---------------- | ----- |
|          | Михаил Исаев         | «Единая Россия» | 10 571           | 62,61 |
|          | Николай Бондаренко   | КПРФ            | 3413             | 20,21 |
|          | Денис Болдырев       | Самовыдвиженец  | 864              | 5,12  |
|          | Ольга Бондарева      | СРЗП            | 813              | 4,81  |
|          | Александр Бессолицын | ЛДПР            | 627              | 3,71  |
|          | Алексей Драгун       | «Новые люди»    | 597              | 3,54  |

## Собственность и доходы
Общая сумма доходов за 2020 год составила 5,94 млн рублей. Сумма состоит из средств, полученных от Саратовской областной думы; процентов от вкладов в банке ВТБ; денежных средств, полученных от деятельности на YouTube; зарплаты в ООО «ХимИнвест» и продажи 100 % доли в ООО «ХимИнвест»; пожертвований; продажи 100 % доли в ООО «УК «Красная». В собственности Бондаренко находится квартира в Саратовской области площадью 72,4 квадратных метра и два легковых автомобиля: ВАЗ-21074 2005 года выпуска и Hyundai Solaris 2015 года выпуска. На депозите в банке лежит сумма в 1,19 млн рублей.